# جدول مدال‌های المپیک تابستانی ۱۹۰۰
مدال‌های بازی‌های المپیک تابستانی ۱۹۰۰ پاریس از تاریخ ۱۴ مه تا ۲۸ اکتبر ۱۹۰۰ میلادی در ۹۰ رویداد، ۱۶ رشته ورزشی تقسیم شده است، در این دوره از مسابقات ۹۹۷ ورزشکار از ۲۴ کشور جهان شرکت کرده بودند.

## جدول مدال‌ها
| رتبه  | کشور                      | طلا | نقره | برنز | مجموع |
| ۱     | فرانسه (FRA)              | ۲۶  | ۴۱   | ۳۴   | ۱۰۱   |
| ۲     | ایالات متحده آمریکا (USA) | ۱۹  | ۱۴   | ۱۴   | ۴۷    |
| ۳     | بریتانیای کبیر (GBR)      | ۱۵  | ۶    | ۹    | ۳۰    |
| ۵     | تیم مختلط (ZZX)           | ۸   | ۵    | ۶    | ۱۹    |
| ۵     | سوئیس (SUI)               | ۶   | ۲    | ۱    | ۹     |
| ۶     | بلژیک (BEL)               | ۵   | ۵    | ۵    | ۱۵    |
| ۷     | آلمان (GER)               | ۴   | ۲    | ۲    | ۸     |
| ۸     | ایتالیا (ITA)             | ۲   | ۲    | ۰    | ۴     |
| ۹     | استرالیا (AUS)            | ۲   | ۰    | ۳    | ۵     |
| ۱۰    | دانمارک (DEN)             | ۱   | ۳    | ۲    | ۶     |
| ۱۱    | مجارستان (HUN)            | ۱   | ۲    | ۲    | ۵     |
| ۱۲    | کوبا (CUB)                | ۱   | ۱    | ۰    | ۲     |
| ۱۳    | کانادا (CAN)              | ۱   | ۰    | ۱    | ۲     |
| ۱۴    | اسپانیا (ESP)             | ۱   | ۰    | ۰    | ۱     |
| ۱۵    | اتریش (AUT)               | ۰   | ۳    | ۳    | ۶     |
| ۱۶    | نروژ (NOR)                | ۰   | ۲    | ۳    | ۵     |
| ۱۷    | هند (IND)                 | ۰   | ۲    | ۰    | ۲     |
| ۱۸    | هلند (NED)                | ۰   | ۱    | ۳    | ۴     |
| ۱۹    | بوهم (BOH)                | ۰   | ۱    | ۱    | ۲     |
| ۲۰    | مکزیک (MEX)               | ۰   | ۰    | ۱    | ۱     |
| ۲۰    | سوئد (SWE)                | ۰   | ۰    | ۱    | ۱     |
| مجموع | مجموع                     | ۹۰  | ۹۰   | ۸۸   | ۲۶۸   |